# Ананьєв Олександр Миколайович
Олекса́ндр Микола́йович Ана́ньєв (11 (24) серпня 1912, село Велика Орловка, нині Мартиновського району Ростовської області, Російська імперія — ?) — український актор, драматург. Народний артист Української РСР (1978).

## Біографічні відомості
Закінчив 1939 року Одеське театральне училище.
Працював у театрах Кам'янця-Подільського, Запоріжжя, Одеси, Чернівців:
- у 1939—1944 роках — у Кам'янець-Подільському театрі імені Григорія Петровського,
- у 1944—1954 роках — у Запорізькому українському музично-драматичному театрі імені Миколи Щорса,
- у 1954—1956 роках — в Одеському театрі юного глядача,
- у 1956—1981 роках — у Чернівецькому українському музично-драматичному театрі імені Ольги Кобилянської.

## Творчість
Автор п'єс (окремі ставилися в Чернівецькому театрі). Серед них п'єса «Дзвонять дзвони», інсценівки «Дністрові кручі» за Юрієм Федьковичем, «Вовчиха» за Ольгою Кобилянською.
Найбільший успіх мала «Вовчиха». 1963 року, готуючись до 100-річчя від дня народження Ольги Кобилянської, Чернівецький музично-драматичний театр імені Ольги Кобилянської втретє звернувся до творчості своєї патронеси. Олександр Ананьєв узявся за інсценізацію новели з народного життя «Вовчиха». Для реалізації задуму та втілення провідної теми оповідання — морального виродження людини, яке було зумовлене жадобою збагачення, — автор частково використав мотив оповідання «Банк рустикальний», а для правдивого відтворення подій Першої світової війни — «Лист засудженого вояка до своєї дружини». Майстерне поєднання автором у сценічній драмі згаданих літературних творів письменниці надало його п'єсі соціального звучання, а вчинкам головної героїні Зої Жмут (цю роль виконувала Ганна Янушевич) — психологічної вмотивованості. Автору інсценізації в тісній співпраці з режисером-постановником Євгенією Золотовою та художником Олександром Плаксієм вдалося створити на сцені справді народну соціальну драму. Вистава «Вовчиха» була удостоєна найвищої нагороди на Республіканському огляді найкращих творчих робіт сезону 1963—1964 років, а потім упродовж 20 років була візитною карткою театру.
Відомий як виконавець характерних і комедійних ролей. Серед них:
- Карпо («Лимерівна» Панаса Мирного),
- Козирний («Зачарований вітряк» Михайла Стельмаха),
- Терешко Колобок («Трибунал» Макайонка),
- князь Вано («Весілля в Тифлісі» Цагарелі),
- Сганарель («Камінний господар» Лесі Українки),
- Пашкевич («Дума про любов» Михайла Стельмаха),
- Бризгалов («Кафедра» Валерії Врублевської).

Створив образ Леніна у виставах за п'єсами Олександра Корнійчука, Михайла Шатрова, Миколи Погодіна.
Учасник гастролей Чернівецького музично-драматичного театру в Кам'янці-Подільському (27 березня — 7 квітня 1978 року). Серед показаних п'єс була і «Вовчиха».